# Leyla Tuifua
Leyla Tuifua-Kavakava est une joueuse française de volley-ball, née le 17 octobre 1986 à Mata-Utu (Wallis-et-Futuna). Elle mesure 1,78 m et joue passeuse. Son frère Glenn Tuifua est également joueur de volley-ball. Ses parents sont également volleyeurs. Leyla Tuifua est la première joueuse de Wallis-et-Futuna à intégrer l'équipe de France féminine de volley-ball en 2011. Elle joue notamment avec l'équipe de France lors du championnat d'Europe féminin de volley-ball 2013.

## Clubs
| Club                            | Pays     | De        | À         |
| ------------------------------- | -------- | --------- | --------- |
| Vandœuvre-Nancy                 | France   | 2003-2004 | 2005-2006 |
| USSP Albi                       | France   | 2006-2007 | 2007-2008 |
| Évreux Volley-ball              | France   | 2008-2009 | 2009-2010 |
| Istres OPVB                     | France   | 2010-2011 | 2010-2011 |
| Pays d'Aix Venelles Volley-Ball | France   | 2011-2012 | 2012-2013 |
| VC Oudegem                      | Belgique | 2013-2014 |           |

## Palmarès
- Supercoupe de Belgique
  - Finaliste : 2013.